# 東京大学理科三類

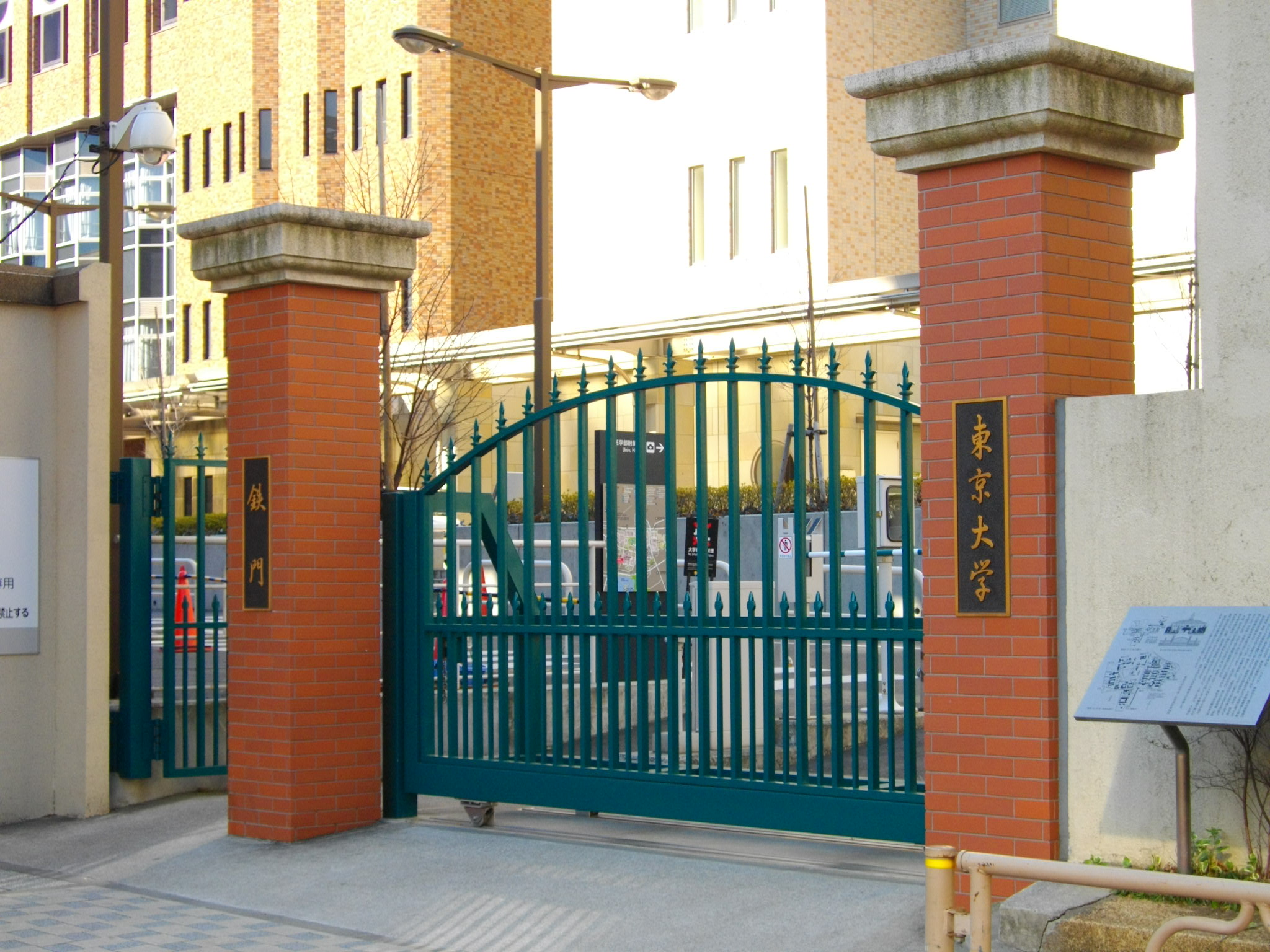
鉄門

東京大学理科三類（とうきょうだいがくりかさんるい、英語: Natural Science 3）は、同大学教養学部前期課程に設置されている科類。略称は理三（りさん）。1962年設立。

## 概要
「生物学、化学、物理学を中心とする生命科学・物質科学・数理科学の基礎」を主に学ぶ。
医学部医学科の指定科類枠110名のうち100名を占めるが、8名が理科二類、2名が全科類からの募集となっているため、制度上は理科三類以外からでも医学部医学科に進学できる。また、理科三類の学生が医学部医学科以外に進学することも可能である。
新制東京大学の設立当初は医学部医学科への指定科類枠が理科二類に割り振られたが、医学科進学希望者の留年や他学科進学者の意欲低下が問題となり、理科三類が新設された。

## 難易度
大学受験において最難関とされているため、公立高校からの入学は稀で有名中高一貫校から鉄緑会などの進学塾を経て合格するのが一般的である。また、医師になる気は無いが周囲の推薦や腕試しとして受験する者もおり、医学部医学科を卒業しても医師にならない者が他大学の医学部医学科と比較して多いとされる。このため医師国家試験の合格率が全国平均より低い年もある。東大受験を題材にした作品「ドラゴン桜」内でも、理科三類に合格する受験者は「宇宙人」と称される。

## 沿革
新制大学としての東京大学医学部の設置は1951年度からとなったが、これはいわゆる医学進学課程をもたない専門学部のみの医科大学（医学部）であった。そして、1951年度より新制東京大学の入学試験は教養学部各科類の他に医学部の入学試験も併せて行われた（1951年度の入学者104名の内訳は、東大教養学部64名、他大学教養部8名、旧制高校32名。なお、志願者は688名であり、内訳は、東大教養学部183名、他大学教養部176名、旧制高校306名、他大学旧制予科23名。）。これはあくまで入学試験であり、医学部進学希望者を含む理科二類からの入学希望者も平等に入学選抜試験を受けなければならない所謂医学部のみの公募であった。そのため、理科二類から医学部入学を希望して果たせなかった者は、他の学部へ進路を転換するか、次年度に望みを託して浪人することになり、新たな進学問題を内に孕んでいたといえる。この医学部の公募制は1962年度に理科三類が教養学部に設けられるまで続いた。
1958年5月に東京大学に設置された大学制度審議会の第三回会合において、教養学部のあり方に関し、専門諸学部から見解が開陳された。そこで掲示された問題点の多くは進学振分けに際して不利益を被っている学部から出されている。医学部に関する指摘を抜粋すると、
- 「理科二類では医学部入学のための腰かけ在籍者が多く、学科によっては定員われを生じている。」（農学部）
- 「公募制に二重手間など若干支障あり」（医学部）

という指摘がなされた。その後、検討が加えられ、最終的に1961年4月28日の専門委員会において「東京大学教養学部の科類別および募集人員について」が採択された。これは5月2日の学部長会議で一部修正されて、5月9日正式発表となった。ここにおいて、
「（一）東京大学教養学部の科類別については、東京大学制度審議会を設けて四年にわたり慎重に審議した結果、従来の文科一類、文科二類、理科一類、理科二類の分類を変更し、昭和三十七年度より新しい科類別に従って、入学試験を実施することとする。（中略）（三）医学部医学科に進学を希望する者に対しては、従来入学の二年後に改めて選抜試験を実施したが、三十七年度教養学部入学者よりはこれを実施せず、他学部に準じる進学振分けの方法による。」―東京大学専門委員会「東京大学教養学部の科類別および募集人員について」
とされ、現行の科類区分が成立した。この進学制度の改革により、医学部医学科へはほとんどが理科三類から進学することとなり、それまで行われていた医学部公募制は制度上もなくなった。
現在の進学選択では、理科二類から8名、全科類から2名が医学部医学科に進学できる。

## 主な出身者
（入学年と氏名）
- 1962年：福島孝徳
- 1963年：小西隆裕
- 1964年：加我君孝、花岡一雄、寺岡慧
- 1965年：廣川信隆、白川洋一、加藤進昌
- 1966年：清水孝雄、川越厚、小西敏郎、作田学
- 1967年：島薗進、春日雅人、阿部知子、岡井崇、幕内雅敏、岩﨑甫
- 1968年：松本俊夫、永井良三、小松秀樹
- 1970年：中田力、渡辺英寿、山田信博、有賀徹、榊原洋一、貫名信行、堤治
- 1971年：児玉龍彦、片岡徹、福家伸夫
- 1972年：月田承一郎、門脇孝、坂井建雄、征矢野進一、北村聖、川島眞、澁木克栄
- 1973年：内海健
- 1974年：西本征央、林直樹、小池和彦、中嶋聡
- 1975年：北村俊雄、河西春郎、藤巻高光、宮園浩平
- 1976年：小室一成
- 1977年：池川志郎
- 1978年：間野博行、田淵正文、平岩正樹、岩坪威
- 1979年：秋下雅弘、岡本卓、北村義浩、中川恵一、和田秀樹、戸田達史
- 1980年：木内貴弘、刈間理介、里見清一、宮﨑徹、岡部繁男
- 1981年：石黒達昌
- 1982年：本田秀夫、奥真也
- 1983年：古川聡
- 1984年：高柳広、針間克己
- 1985年：渋谷健司
- 1986年：米山隆一、山内敏正
- 1987年：岡田康志、上昌広、石川公一、富永昌宏、荻野周史、阿保義久、風野春樹
- 1988年：瀬藤光利
- 1990年：武藤真祐、河野崇
- 1993年：冲永寛子、狩野光伸、田端実
- 1994年：上田泰己、ゆうきゆう
- 1996年：板谷慶一
- 1998年：稲葉俊郎
- 2000年：清山知憲
- 2003年：豊田剛一郎
- 2004年：乾雅人
- 2005年：瀬尾拡史、今村友紀
- 2006年：岩波邦明
- 2012年：大筋由里桂
- 2014年：河野玄斗、水上颯
- 2017年：青松輝
- 2019年：河野ゆかり